# Ogyris magna
Ogyris magna är en fjärilsart som beskrevs av Bethune-Baker 1905. Ogyris magna ingår i släktet Ogyris och familjen juvelvingar. Inga underarter finns listade i Catalogue of Life.